# Amedeo Minghi
Amedeo Minghi, né le 12 août 1947 à Rome, est un compositeur et chanteur italien.

## Filmographie sélective
- 1991 :  La Caverne de la Rose d'Or : La Princesse Rebelle de Lamberto Bava
- 1992 :  La Caverne de la Rose d'Or : La Sorcière Noire  de Lamberto Bava
- 1993 :  La Caverne de la Rose d'Or : La Reine des Ténèbres de Lamberto Bava
- 1994 :  La Caverne de la Rose d'Or : L'Empereur du Mal de Lamberto Bava
- 1994 : Desideria et le prince rebelle  de Lamberto Bava
- 1996 :  La Caverne de la Rose d'Or : Le Retour de Fantaghirò de Lamberto Bava
- 1996 : La Légende d'Aliséa de Lamberto Bava
- 1997 : La Princesse et le Pauvre de Lamberto Bava